# Politiezone Het Houtsche
De Politiezone Het Houtsche (zonenummer 5447) is een politiezone die de West-Vlaamse gemeentes Beernem, Oostkamp en Zedelgem omvat. Het hoofdkantoor van deze politiezone is gevestigd te Oostkamp.

## Indeling
- Hoofdpost Oostkamp
  - Lokale post Beernem
  - Lokale post Oostkamp
  - Lokale post Zedelgem

De naam van de politiezone is gekozen na een rondvraag aan leden van het politiekorps en de leden van de eerste politieraad. Het Houthsche was in de middeleeuwen een heerlijkheid die zich uitstrekte over het gebied waar nu de drie gemeenten liggen. 